# 코니폴드
기하학에서 코니폴드(영어: conifold)는 다양체의 한 일반화로, 다양체와는 다르게 뿔 꼴의 특이점을 가진다. 즉, 어떤 점의 열린 이웃이 뿔처럼 생길 수 있다. 끈 이론에서 코니폴드가 중요한 역할을 한다. 특이점을 가지고 있음에도 불구하고, 이러한 공간 위에서 끈 이론을 정의할 수 있다. 끈 이론에서는 이러한 특이점에 D-막이 감겨 있는 것으로 해석하고, 코니폴드 특이점을 통해 위상 수학적으로 서로 다른 두 공간 사이를 매끄럽게 전이할 수 있다.

## 정의
코니폴드는 국소적으로 뿔 모양의 특이점을 가질 수 있는 칼라비-야우 대수다양체이다. 이 대수 다양체의 특이점은 두 가지의 방법으로 해소할 수 있다. 하나는 이 대수다양체의 복소 모듈러스를 바꾸는 것으로, 이를 변형(deformation)이라고 한다. 다른 하나는 대수 다양체의 특이점을 부풀리는 것이다. 이를 분해(resolution)라고 한다. 6차원 코니폴드의 경우, 코니폴드를 변형시키면 대개 꼭짓점이 3차원 부분공간으로 부풀려지고, 코니폴드를 분해시키면 꼭짓점이 2차원 부분공간으로 부풀려진다.
코니폴드의 변형과 분해는 끈 이론으로 해석할 수 있다. 끈 이론은 특이점에도 불구하고 6차원의 코니폴드에 축소화할 수 있다. 끈 이론에서, 특이점 주위에 D-막이 감겨 있음을 알 수 있다. IIA종 끈 이론의 관점에서는 분해된 코니폴드의 2차원 꼭짓점에 D2-막이 감긴 것으로 해석하고, IIB종 끈 이론의 관점에서는 변형된 코니폴드의 3차원 꼭짓점에 D3-막이 감긴 것으로 해석한다.
이와 같이, 변형된 코니폴드에서 꼭짓점의 크기를 0으로 보내고, 이를 분해하여 위상수학적으로 다른 칼라비-야우 다양체를 얻을 수 있다. 이로써 알려진 대부분의 3차원 칼라비-야우 다양체들을 연관지을 수 있다.
코니폴드는 다음과 같은 3차원 복소수 아핀 대수다양체이다.:488–491
{\displaystyle X=\operatorname {Spec} {\frac {\mathbb {C} [z_{1},z_{2},z_{3},z_{4}]}{(z_{1}^{2}+z_{2}^{2}+z_{3}^{2}+z_{4}^{2})}}}
이는 칼라비-야우 다양체이며, {\displaystyle z_{1}=z_{2}=z_{3}=z_{4}=0}에서 2차 특이점(영어: double point)을 가진다.
대신
{\displaystyle M={\begin{pmatrix}z_{1}+\mathrm {i} z_{2}&\mathrm {i} z_{3}+z_{4}\\\mathrm {i} z_{3}-z_{4}&z_{1}-\mathrm {i} z_{2}\end{pmatrix}}}
를 정의하면, 코니폴드를 정의하는 식은
{\displaystyle \det M=z_{1}^{2}+z_{2}^{2}+z_{3}^{2}+z_{4}^{2}=0}
인 것이 된다.

## 성질

### 뿔 구조
이 특이점 근처에서 다음과 같은 국소 좌표계를 도입하자.
{\displaystyle z_{i}=x_{i}+iy_{i}}
{\displaystyle \mathbf {x} =(x_{1},x_{2},x_{3},x_{4})\in \mathbb {R} ^{4}}
{\displaystyle \mathbf {y} =(y_{1},y_{2},y_{3},y_{4})\in \mathbb {R} ^{4}}
이 좌표로 쓰면 대수다양체를 정의하는 식 {\displaystyle \sum _{i}z_{i}^{2}=0}은 다음과 같다.
{\displaystyle \Vert \mathbf {x} \Vert ^{2}-\Vert \mathbf {y} \Vert ^{2}=\operatorname {Re} \psi }
{\displaystyle \mathbf {x} \cdot \mathbf {y} =\operatorname {Im} \psi }
따라서, {\displaystyle \psi =0}일 경우, {\displaystyle 2r={\sqrt {\Vert \mathbf {x} \Vert ^{2}+\Vert \mathbf {y} \Vert ^{2}}}}에 대하여
{\displaystyle \Vert \mathbf {x} \Vert ^{2}=r^{2}}
{\displaystyle \Vert \mathbf {y} \Vert ^{2}=r^{2}}
{\displaystyle \mathbf {x} \perp \mathbf {y} }
주어진 {\displaystyle r}에 대하여, {\displaystyle \Vert \mathbf {x} \Vert ^{2}=r^{2}}는 반지름이 {\displaystyle r}인 3차원 초구 S3를 정의하고, 주어진 {\displaystyle \rho }와 {\displaystyle \mathbf {x} }에 대하여 {\displaystyle \Vert \mathbf {y} \Vert ^{2}=r^{2}}은 ({\displaystyle \mathbf {y} }는 {\displaystyle \mathbf {x} }에 수직이므로) 2차원 구 S2를 정의한다. S3와 S2의 반지름은 둘 다 {\displaystyle r}이므로, 이는 (위상수학적으로) 밑(base)이 S3×S2인 뿔을 정의한다. (정확히 말하면, 이는 S3 위의 접다발 TS3의 사영화(projectivization)이지만, S3의 접다발은 자명하므로 이는 S3×S2로 간주할 수 있다.)

### 대칭
이 (실수6차원) 코니폴드는 실수5차원 사사키-아인슈타인 다양체에 대한 뿔이다. 이 사사키-아인슈타인 다양체는
{\displaystyle T^{1,1}={\frac {\operatorname {SU} (2)\times \operatorname {SU} (2)}{\operatorname {U} (1)}}}
이며, 여기서 U(1)은 두 SU(2)의 카르탕 부분군 {\displaystyle \operatorname {U} (1)\times \operatorname {U} (1)}의 대각 부분군이다. 이는 위상수학적으로 {\displaystyle S^{3}\times S^{2}}이다. 그 등거리변환군은 SU(2)×SU(2)×U(1)이다.:489,671
구체적으로, 코니폴드를 정의하는 다항식
{\displaystyle \det M=0}
의 일반해는 다음과 같은 꼴이다.
{\displaystyle M={\begin{pmatrix}A_{1}&A_{2}\end{pmatrix}}{\begin{pmatrix}B_{1}\\B_{2}\end{pmatrix}}}
이러한 좌표에서, {\displaystyle \operatorname {SU} (2)\times \operatorname {SU} (2)\times \operatorname {U} (1)}의 작용은
{\displaystyle (g_{\text{L}},g_{\text{R}},\exp(\mathrm {i} \theta ))\colon \left({\begin{pmatrix}A_{1}\\A_{2}\end{pmatrix}},{\begin{pmatrix}B_{1}\\B_{2}\end{pmatrix}}\right)\mapsto \left(\exp(\mathrm {i} \theta )g_{\text{L}}{\begin{pmatrix}A_{1}\\A_{2}\end{pmatrix}},\exp(\mathrm {i} \theta )g_{\text{L}}{\begin{pmatrix}B_{1}\\B_{2}\end{pmatrix}}\right)}
이다. 

### 특이점의 해소
이 코니폴드의 특이점은 변형을 통해 {\displaystyle S^{3}}로, 또는 분해를 통해 {\displaystyle S^{2}}로 해소된다.

#### 코니폴드의 변형
코니폴드의 특이점을 해소하기 위해, 대수다양체를 다음과 같이 변형시키자.
{\displaystyle z_{1}^{2}+z_{2}^{2}+z_{3}^{2}+z_{4}^{2}=\psi }
여기서 {\displaystyle \psi }는 복소수인 모듈러스다. 이제, {\displaystyle \psi \neq 0}인 경우를 생각하자. {\displaystyle z_{i}}를 재정의하여 {\displaystyle \psi }가 양의 실수이게 놓을 수 있다. 이제 {\displaystyle \psi =2r_{0}^{2}}라고 놓으면
{\displaystyle \Vert \mathbf {x} \Vert ^{2}=r^{2}+r_{0}^{2}}
{\displaystyle \Vert \mathbf {y} \Vert ^{2}=r^{2}-r_{0}^{2}}
{\displaystyle \mathbf {x} \perp \mathbf {y} }
이다. 따라서 {\displaystyle r\geq r_{0}}임을 알 수 있다. {\displaystyle r=r_{0}}에서는 {\displaystyle \mathbf {y} =0}이고, {\displaystyle \lVert \mathbf {x} \rVert ={\sqrt {2}}r_{0}}이므로, 특이점이 S3로 부풀려진 것을 알 수 있다. 이를 코니폴드의 변형(變形, 영어: deformation)이라고 한다.

#### 코니폴드의 분해
특이점을 다른 방법으로 없앨 수도 있다. 대수다양체의 정의식을 다음과 같이 쓰자.
{\displaystyle \det {\begin{pmatrix}z_{1}+z_{2}&i(z_{3}+z_{4})\\i(z_{3}-z_{4})&z_{1}-z_{2}\end{pmatrix}}=0}
여기에 하나의 좌표 {\displaystyle (w_{1},w_{2})\in \mathbb {C} P^{2}}를 추가하자. 여기서 {\displaystyle (w_{1},w_{2})}는 {\displaystyle \mathbb {C} P^{2}}의 동차좌표이다.
{\displaystyle {\begin{pmatrix}z_{1}+z_{2}&i(z_{3}+z_{4})\\i(z_{3}-z_{4})&z_{1}-z_{2}\end{pmatrix}}{\begin{pmatrix}w_{1}\\w_{2}\end{pmatrix}}=0}
특이점 {\displaystyle z_{i}=0} 밖에서는 행렬
{\displaystyle {\begin{pmatrix}z_{1}+z_{2}&i(z_{3}+z_{4})\\i(z_{3}-z_{4})&z_{1}-z_{2}\end{pmatrix}}}
가 하나의 교윳값 0의 고유벡터를 가지므로 {\displaystyle (w_{1},w_{2})\in \mathbb {C} P^{2}}는 완전히 결정되고, 이 대수다양체는 원래 코니폴드와 같다. 하지만 원래 특이점 {\displaystyle z_{i}=0}에서는 {\displaystyle (w_{1},w_{2})\in \mathbb {C} P^{2}}는 임의의 값을 가질 수 있다. 따라서 특이점이 매끄러운 {\displaystyle \mathbb {C} P^{2}}로 대체되고, 특이점이 해소된 것을 알 수 있다. 이러한 과정을 코니폴드의 분해(分解, 영어: resolution)라고 한다.

## 응용
코니폴드 위에 ⅡB 초끈 이론을 축소화한 뒤, 코니폴드의 꼭짓점에 {\displaystyle N}개의 D3-막을 추가하자. 그렇다면, D3-막의 세계부피 위에는 3+1차원 {\displaystyle {\mathcal {N}}=1} 초대칭 게이지 이론이 존재한다. AdS/CFT 대응성에 의하여, 적절한 극한을 취하면, 이 초끈 이론과 동치인 {\displaystyle {\mathcal {N}}=1} 초등각 장론을 찾을 수 있다. 이를 클레바노프-위튼 모형(영어: Клебанов–Witten model)이라고 한다.
구체적으로, 이에 대응하는 4차원 {\displaystyle {\mathcal {N}}=1} 장론은 다음과 같은 초장을 갖는다.
| 종류                  | 기호              | 맛깔 SU(2)L 표현 | 맛깔 SU(2)R 표현 | 게이지 U(N)×U(N) 표현 |
| --------------------- | ----------------- | ---------------- | ---------------- | --------------------- |
| U(N)×U(N) 게이지 초장 | {\displaystyle V} | 1                | 1                | 딸림표현              |
| 손지기 초장           | {\displaystyle A} | 2                | 1                | (N, N)                |
| 손지기 초장           | {\displaystyle B} | 1                | 2                | (N, N)                |
이 경우, 초퍼텐셜은 다음과 같은 꼴이다.
{\displaystyle W={\frac {1}{2}}\lambda \epsilon ^{ij}\epsilon ^{kl}\operatorname {tr} (A_{i}B_{k}A_{j}B_{l})}
여기서
- {\displaystyle \lambda }는 고전적으로 [질량]−1의 단위를 갖는 결합 상수이다.
- {\displaystyle \operatorname {tr} }은 N×N 정사각 행렬의 대각합이다.
- {\displaystyle \epsilon ^{ij}}는 2차원 레비치비타 기호이며, SU(2)의 표현 {\displaystyle \mathbf {2} \otimes \mathbf {2} =\mathbf {3} \oplus \mathbf {1} }에서 자명한 표현을 고른다.

이는 음의 단위의 결합 상수를 가지므로 고전적으로 재규격화될 수 없지만, 양자역학적으로 이 항은 비정상 차원으로 인하여 사실 경계 연산자(영어: marginal operaor)를 이룬다. 즉, 이 항을 켜는 것은 등각 장론의 모듈라이 공간 속을 이동하는 것에 해당한다.
특히, 만약 {\displaystyle N=1}인 경우를 생각하자. 그렇다면, 페예-일리오풀로스 항을 켤 수 있으며, 그 D 보조장은 다음과 같다.
{\displaystyle |A_{1}|^{2}+|A_{2}|^{2}-|B_{1}|^{2}-|B_{2}|^{2}-\zeta }
여기서 {\displaystyle \zeta }는 페예-일리오풀로스 항의 결합 상수이다. 페예-일리오풀로스 항을 켜지 않으면, 그 모듈라이 공간은 코니폴드가 됨을 알 수 있다. 페예-일리오풀로스 항을 켜는 것은 코니폴드의 변형에 해당한다.
| 코니폴드 위의 ⅡB 초끈 이론     | 4차원 {\displaystyle {\mathcal {N}}=1} 초등각 장론                     |
| ------------------------------ | ---------------------------------------------------------------------- |
| 꼭짓점 위의 D3-막의 수 N       | 게이지 군 U(N)×U(N)의 계수 N                                           |
| 코니폴드 (하나의 D3-막의 위치) | {\displaystyle N=1} 모듈라이 공간                                      |
| 코니폴드의 SU(2)×SU(2) 대칭    | {\displaystyle A_{i}} 및 {\displaystyle B_{i}}의 SU(2)×SU(2) 맛깔 대칭 |
| 코니폴드의 U(1) 대칭           | R대칭                                                                  |

## 역사
위상수학적으로 서로 다른 복소수 3차원 칼라비-야우 다양체들의 모듈러스 공간이 사실 연결되어 있을 수 있다는 가실은 마일스 리드(영어: Miles Reid)가 1987년에 제안하였다. 이후 1988년에 필립 칸델라스(영어: Philip Candelas) 등이 코니폴드에 의한 위상 변환의 가능성을 발견하였다. 곧 당시 알려진 거의 모든 복소3차원 칼라비-야우 다양체들의 모듈러스 공간들이 코니폴드 변환을 통해 연결되어 있다는 사실이 발견되었다.
‘코니폴드’(영어: conifold)라는 이름은 영어: cone 콘[*](뿔)과 영어: manifold 매니폴드[*](다양체)를 합성한 단어이며, 1990년에 최초로 사용되었다. 앤드루 스트로민저 등이 1995년에 이를 D-막을 통해 해석하였다.